# Smoky (mascota olímpica)
Smoky (1931 o 1932 - abril de 1934) fue un perro mestizo que fue declarado mascota de los Juegos Olímpicos de Los Ángeles 1932 de manera no oficial.

## Vida
Su primer aparición fue durante el principio de la construcción de la Villa Olímpica de los Juegos Olímpicos de Los Ángeles 1932, se dice que era un cachorro cuando apareció por primera vez y se volvió extremadamente popular entre las delegaciones olímpicas visitantes y los atletas olímpicos que se volvió un icono de la Villa Olímpica.

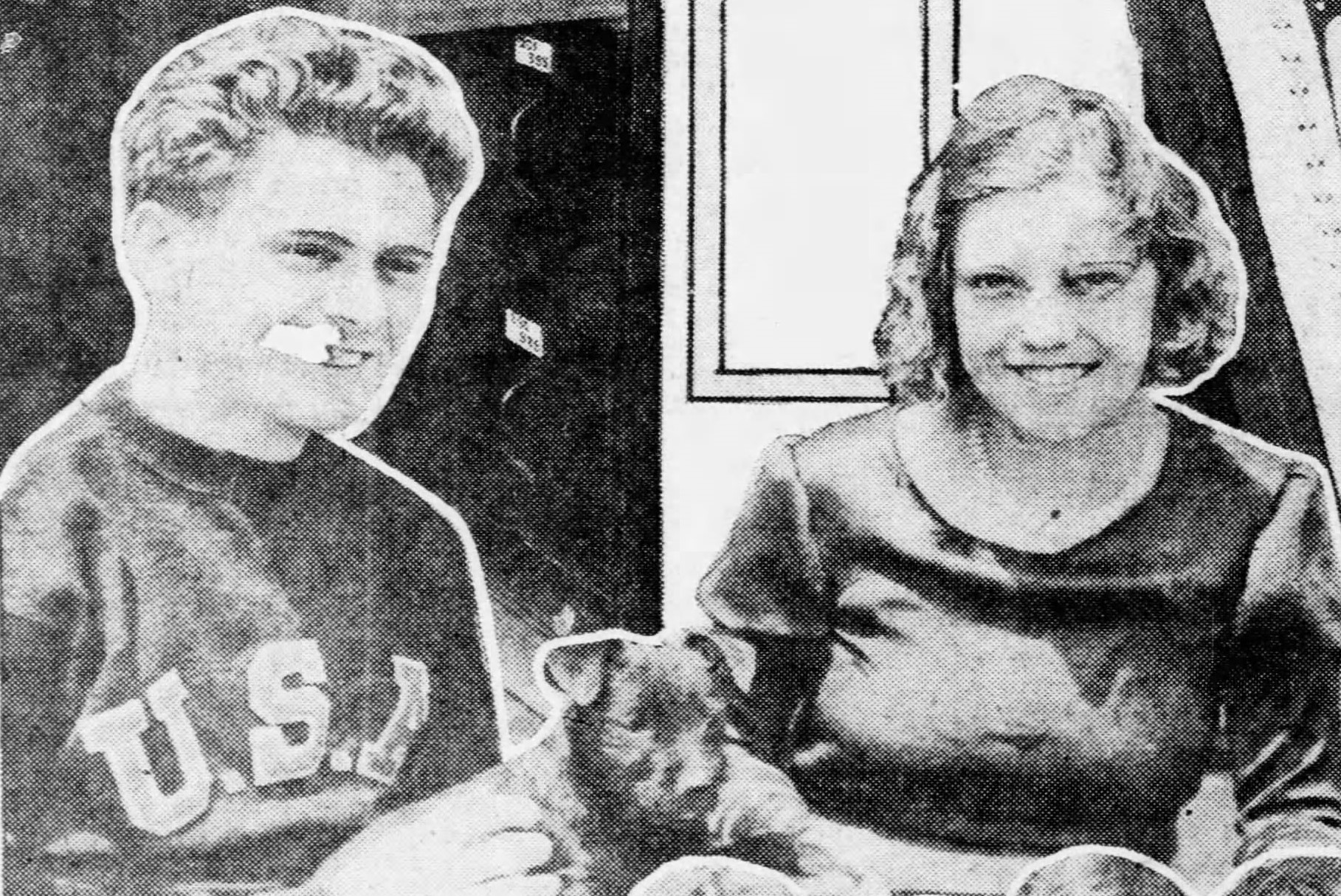
Smoky siendo visitado por atletas el 1 de mayo de 1932.

Durante los juegos se convirtió en la mascota de los Juegos Olímpicos de Los Ángeles 1932 debido a su popularidad, pero de manera no oficial. Además de convertirse en la mascota de los juegos también sobrevivió a un par de piernas rotas.
El día 14 de julio de 1932, Smoky desapareció brevemente y se afirmó que "atletas destacados de todo el mundo lamentaban su ausencia", sin embargo un día después había regresado sin ningún daño.
Después de que finalizaran los Juegos Olímpicos de Los Ángeles 1932 una pareja de atletas que habían participado en los juegos lo adoptaron y se convirtió en la mascota de los atletas. Pero en abril de 1934 fue atropellado por un automovilista desconocido que iba a exceso de velocidad, dándole fin a la vida de Smoky.